# Clima atlàntic

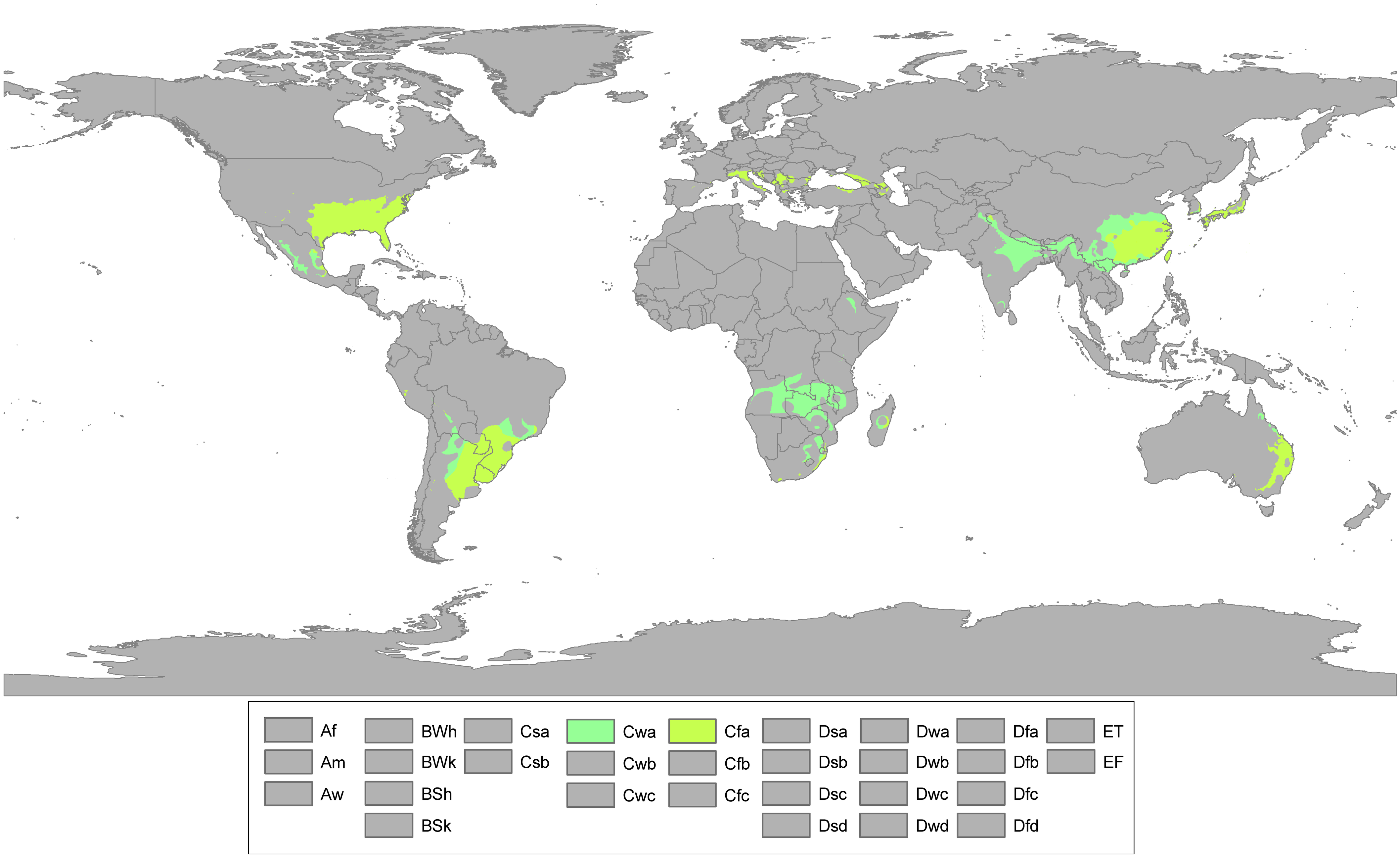
Mapa del món que mostra les zones de clima oceànic.
Cfb
Cfc
Cwb
Cwc

El clima atlàntic o clima oceànic és un tipus de clima que pertany a la zona temperada, que es caracteritza per hiverns suaus i plujosos i estius frescos i relativament humits. Es dona a la façana occidental dels continents, i se situa entre zones de clima mediterrani cap a la zona que s'aproxima a l'equador i les zones de clima polar a mesura que ens aproximem als pols.
A la península Ibèrica aquest tipus de clima es troba al terç nord, des del nord de Portugal, Galícia, Astúries, Cantàbria, País Basc, nord de Navarra, Pirineu aragonès, Vall d'Aran i part de les comarques del Ripollès i la Garrotxa.

## Característiques
- Temperatures suaus oceàniques, sense grans contrastos entre les estacions. Per exemple Vigo passa dels 10 graus de gener de mitjana als 20 graus al juliol. La probabilitat de glaçades és molt baixa. Altres localitats de clima oceànic de muntanya com Vielha presenten freds més rigorosos a l'hivern però l'estiu és força fresc (17 °C al Juliol) i el contrast entre hivern i estiu no passa dels 15 graus.
- Pluviometria elevada i sobretot bastant regular i constant, encara que a l'estiu pot ser insuficient també hi ha pluges que són més abundants en el Cantàbric i Pirineu.
- Hidrografia caracteritzada per rius curts i cabalosos de cabal abundant tot l'any, força constant.
- Vegetació de roureda humida, fageda i prats.

### Temperatura
Les característiques de temperatura varien entre els climes oceànics subtropicals des d'un punt de vista tèrmic, però preval més comunament un règim mesotèrmic, amb hiverns frescos però no freds i estius tebis, però no calents. Els estius són generalment molt més frescos que en àrees amb clima humit subtropical. La mitjana de temperatura del mes més càlid ha de ser menor de 22 °C, i el del mes més fred no ha de ser inferior a -3 °C (No obstant això, els científics nord-americans prefereixen 0 °C en el mes més fred).
Prop dels pols es troba la zona climàtica subpolar oceànica (Kopp CFC), amb hiverns relativament suaus (el mes més fred no és inferior a -3) i estius frescos i una estació d'estiu (la mitjana de temperatura almenys de 10 °C); exemples d'aquest clima inclouen parts de la costa d'Islàndia a l'hemisferi nord l'extrem sud de l'Argentina i Xile a l'hemisferi Sud (el fet que aquesta forma de clima existeix en ambdós hemisferis fa descartar termes com subàrtic o boreal) per denotar, però aquests termes encara són utilitzats per referir-se a climes caracteritzats per estius curts, són també sinònims per a les condicions del nord i, per tant, són inapropiats.

## Vegetació
La vegetació típica al clima atlàntic consta de boscos d'arbre de fulla caduca, com castanyers i roures, amb presència de prats verds.

## Clima oceànic d'estius secs
Entre el clima mediterrani Csa i l'oceànic cfb, es dona una transició al Csb, que podria definir-se com oceànic pel fet que les precipitacions són abundants la major part de l'any i la pluviometria anual a vegades supera els 1.000 mm, a més les temperatures són molt suaus, no superant a l'estiu els 22 °C de mitjana. D'altra banda presenta sequera estival a conseqüència de la transició al mediterrani, per la qual cosa no seria un clima oceànic típic.
Es dona en Portugal i sud de Galícia, costa oest dels Estats Units i el Canadà i sud de Xile.